# Reghena
Il Reghena (Reghine in friulano standard, Reghina in friulano occidentale) è un fiume che scorre tra Friuli e Veneto.
Nasce in una zona di risorgive tra San Vito al Tagliamento e Casarsa, alimentato dalla roggia Acque del Molino e dalla Roggia Mussa.
Attraversa il comune di San Vito al Tagliamento, col nome di fiume Sestian.
Successivamente assume la definitiva denominazione di Reghena e bagna i comuni di Sesto al Reghena, Cinto Caomaggiore e Gruaro per poi immettersi da destra nel Lemene, nei dintorni di Portogruaro.
Il Reghena è il maggior tributario del fiume Lemene.
La parte veneta del corso del fiume Reghena è tutelata nell'ambito del Parco dei fiumi Reghena, Lemene e dei Laghi di Cinto.
L'idronimo si basa sulla radice indoeuropea *rei- "scorrere", che dà vita a nomi di altri fiumi europei (es. Reno) o al termine generico "fiume" nelle vicine lingue slave (es. "reka" in sloveno oppure "rijeka" in croato). Ciò fa presupporre un'origine antica, probabilmente longobarda, dell'idronimo stesso. Il nome è attestato per la prima volta nel 996 d.C.
Il fiume raccoglie nel suo tragitto le acque di numerosi fossi e rogge e del fiume Caomaggiore.